# Lista orașelor din Cambogia
Aceasta este o listă a orașelor din Cambodgia.
- Battambang
- Kampong Cham
- Kampong Chhnang
- Sihanoukville (Kampong Som)
- Kampong Speu
- Kampong Thom
- Kampot
- Koh Kong
- Kratié
- Mongkol Borey
- Net Leung
- Pailin
- Phnom Penh
- Poipet
- Preah Net Preah
- Phnom Malai
- Phumi Samraong
- Phumi Takaev
- Prey Veng
- Pursat
- Siem Reap
- Sisophon
- Stung Treng
- Svay Rieng
- Ta Khmau
- Thmar Kol
- Thmar Pouk

## Cele mai mari orașe
1. Phnom Penh - 1.151.800
2. Battambang - 196.000
3. Siem Reap - 148.000
4. Sihanoukville - 94.500
5. Prey Veng - 73.300
6. Kampong Cham - 58.900
7. Ta Khmau - 48.400
8. Pursat - 46.000
9. Kampong Speu - 31.700
10. Takéo - 28.300